# Indigo (Comic)
Indigo ist eine nach der Hauptfigur benannte, von Robert Feldhoff getextete und von Dirk Schulz gezeichnete Comicreihe. Die Action-Science-Fantasy-Serie erschien zuerst von 1992 bis 1995 in fünf Bänden beim alten Splitter Verlag. Von 2000 bis 2002 erschienen bei Carlsen drei weitere Bände, sowie die ersten fünf in überarbeiteter Neuauflage. Ein Band der Reihe wurde 1995 ins Französische übersetzt.
Vorbild für das Aussehen der Hauptfigur Indigo war der Rotgesichtsmakake.

## Handlung
Schauplatz der Handlung ist die Stadt Sunsit City auf dem fernen Planeten Montaray, in einer Welt, in der Technik und Magie nebeneinander existieren. Auf dieser Welt ist Indigo, ein nicht immer unbedingt sympathischer Außerirdischer und der einzige seiner Art, gestrandet. Er nutzt alle sich bietenden Möglichkeiten – illegale eingeschlossen – um über die Runden zu kommen. Probleme und Schwierigkeiten mit Wesen, die deutlich mächtiger sind als er, lassen deshalb nicht lange auf sich warten. Unterstützt wird er dabei von der Leibwächterin Scilla, einer attraktiven Frau von der Erde und Expertin im Umgang mit großkalibrigen Schusswaffen sowie ab dem zweiten Band von dem einfältigen grobschlächtigen Yellowsam.

### Berlin 2323
Im Jahr 2005 erschien von Feldhoff und Schulz der Comic Berlin 2323. In dem von der Reihe unabhängigen Einzelband retten Indigo und Scilla ein zukünftiges Berlin vor seinem machtgierigen Regierenden Bürgermeister und die Erde vor einer Invasion Außerirdischer. In einigen Bildern finden sich Anspielung auf die Perry-Rhodan-Serie, für die Dirk Schulz seit 2002 als Titelbildgestalter tätig ist.

## Bände
1. 1992: Der Verfolger (Titel der Neuauflage Sunsit City)
2. 1993: Yellowsam
3. 1993: Im roten Ozean (1995 als L’océan rouge auf Französisch erschienen[4])
4. 1994: Die große Flut
5. 1995: Im Land der toten Shayra
6. 2000: Fast Machine
7. 2001: Jagd auf Fast Machine
8. 2002: Sex!

## Nachweise
1. ↑  Marcel Feige: Das große Comic-Lexikon. Schwarzkopf & Schwarzkopf, Berlin 2001, ISBN 3-89602-285-7, S. 459.
2. ↑  Indigo-Bände bei Splitter (Comicguide)
3. ↑  Indigo-Bände bei Carlsen (Comicguide)
4. 1 2  Indigo bei bedetheque.com
5. ↑  Indigo-Online Abschnitt Hintergrund